# BTS World
(Tagline del gioco.)
BTS World (BTS월드?, BTS WoldeuLR) è stato un videogioco sudcoreano incentrato sul gruppo musicale dei BTS, sviluppato da Takeone Company, pubblicato il 26 giugno 2019 da Big Hit Entertainment e Netmarble Corporation, e rimosso dal mercato il 26 dicembre 2023.
Il 17 dicembre 2024 Big Hit Music e Takeone Company hanno distribuito BTS World Season 2, un gioco per dispositivi mobili con un funzionamento diverso.

## Sviluppo e pubblicazione
Lo sviluppo di BTS World è iniziato intorno al 2017 ed è stato annunciato il 6 febbraio 2018 da Netmarble. L'uscita, inizialmente fissata per la prima metà del 2018, è stata in seguito posticipata al primo trimestre del 2019. Il sito ufficiale e le pre-registrazioni sono stati aperti all'inizio di maggio, con la pubblicazione programmata per il successivo 26 giugno in 176 Paesi, con l'esclusione della Cina.
Il 2 giugno 2022 il gioco si è concluso con il capitolo 22 della Storia dei BTS, dopodiché sono cessati gli aggiornamenti, e alcuni eventi speciali sono stati resi permanenti. Il 5 settembre 2023 sono stati disattivati i nuovi download, i pagamenti e le pubblicità in vista della sua rimozione dal mercato il 26 dicembre 2023.

## Trama
Dopo aver raccolto da terra il biglietto per un concerto della boy band BTS, il giocatore viaggia indietro nel tempo fino al 2012. Qui si ritrova a lavorare per la Big Hit Entertainment in qualità di manager del gruppo e deve adoperarsi per farlo debuttare entro un anno. La storia, pur essendo prevalentemente di fantasia, contiene ispirazioni e rimandi a fatti reali.

## Modalità di gioco
BTS World è impostato in stile visual novel, e la storia si sviluppa tramite l'interazione tra i personaggi e il giocatore. Questi assume il ruolo di manager dei BTS all'inizio della loro carriera e può prendere varie decisioni sul gruppo, dallo stile di ciascuno alle scelte aziendali, che ne influenzano il percorso. BTS World contiene oltre 10.000 foto e 100 video inediti, inclusi alcuni durante i quali si può interagire con i sette ragazzi attraverso telefonate, videochiamate e messaggi di testo. Con il raggiungimento di determinati obiettivi, vengono sbloccati contenuti esclusivi e video di backstage.
Ogni capitolo della storia ha varie fasi, che possono essere di tre tipi: cinematiche (in cui si guarda un video), storia (dove si scorrono schermate e dialoghi che spiegano la vicenda) e missioni, che consistono in compiti differenti come cercare un dormitorio, incontrare i produttori televisivi o prenotare una visita medica. Per completare le missioni e avanzare attraverso il gioco, ogni giocatore ha a disposizione delle carte, che rappresentano i membri del gruppo e hanno livelli e statistiche diversi che possono essere aggiornati con il proseguire del gioco. Sono disponibili anche delle realtà alternative, con la modalità "Un'altra storia" dove i membri del settetto non hanno intrapreso la carriera musicale: V è un contadino, RM uno studente di letteratura appassionato di misteri, Suga un pianista, J-Hope uno studente di veterinaria, Jin uno stagista presso un albergo, Jimin un ballerino amatoriale che aiuta la nonna in un negozio di torte di riso, Jungkook un allievo di taekwondo.
L'aggiornamento alla versione 1.7.1 datato 30 marzo 2020 ha modificato l'interfaccia utente e aggiunto la seconda stagione della modalità "Un'altra storia", intitolata Magic Shop, che vede i BTS incontrarsi in un misterioso negozio e ha diverse regole di gioco. Sono stati inoltre introdotti nuovi eventi e nuovi oggetti, e il livello massimo raggiungibile dalle carte è stato aumentato da 50 a 60.
Attraverso delle micro-transazioni, il giocatore può acquistare oggetti virtuali per progredire più rapidamente con il gioco.
L'ultimo aggiornamento del 2 giugno 2022 ha rimosso i requisiti specifici per accedere alle fasi di gioco.

## Personaggi
- Kim Namjun (RM)
- Kim Seok Jin (Jin)
- Min Yunki (Suga)
- Jeong Hoseok (J-Hope)
- Park Jimin (Jimin)
- Kim Taehyung (V)
- Jeon Jeongguk (Jung Kook)

## Capitoli

### Storia dei BTS
1. Di dove sei?
2. Primi allenamenti
3. Frenesia quotidiana
4. Finché non sbocciamo
5. Credo in noi
6. We are bulletproof
7. Piacere di conoscerti!
8. Appena prima dell'alba
9. The Most Beautiful Moment in Life
10. Young Forever
11. Wings Pt. 1
12. Wings Pt. 2
13. You Never Walk Alone
14. Dev'essere il destino
15. Beyond The Scene
16. Love Yourself
17. Map of the Soul
18. 7 with You
19. Bring The Soul
20. Dynamite
21. Butter
22. BTS Goes On

### Storia di Jin
1. Sfida albergatore accettata
2. Un'ospite difficile
3. Diventeremo amici?
4. Aprirsi
5. Tutto per Areum
6. Felicità per tutti

### Storia di Suga
1. Nient'altro che musica
2. Faccio il tifo per te
3. Rivale vs rivale
4. L'allenamento duro inizia ora!
5. Hold Me Tight
6. Una nuova speranza

### Storia di J-Hope
1. Era destino!
2. Una strana connessione
3. Hoseok e l'ospite del santuario
4. Il bivio
5. Un passato importante
6. Comportamentista animale

### Storia di RM
1. Più o meno vicini
2. Un presagio nefasto
3. La troverò a ogni costo
4. Nel labirinto
5. Tutta la storia, spiegata
6. Dove siamo diretti

### Storia di Jimin
1. Torte di riso o ballo?
2. Assieme a Jimin
3. Possiamo fare tutto noi?
4. Missione: salvare il negozio
5. Sfida torte di farina di riso!
6. I sogni si realizzano

### Storia di V
1. La campagna?!
2. Coltivare è... difficile
3. Hamburger, per favore!
4. Apprendere la saggezza rurale
5. Legge di Murphy
6. Tristezza a parte

### Storia di Jungkook
1. Jeon Jeongguk? Jeon Jeongguk!
2. Sì che mi piace il taekwondo
3. Forza, Taekwon
4. Corsi e ricorsi
5. Dolori crescenti
6. Si va in scena

### Magic Shop
1. Il negozio dappertutto
2. La lettera d'amore di Min Yunki
3. La ricetta segreta della torta di riso manggae
4. Una vacanza perfetta
5. L'avventura primaverile di Winter Bear
6. Un miracolo di un giorno
7. Un negozio ricordato

## Colonna sonora
Il 7 giugno 2019 è uscito il primo brano della colonna sonora del videogioco, Dream Glow, eseguito da Jin, Jimin e Jungkook con Charli XCX. Il 14 giugno è stato pubblicato il secondo brano, A Brand New Day, che ha visto V e J-Hope cantare con Zara Larsson. Una terza canzone, All Night, eseguita da RM e Suga in collaborazione con Juice Wrld, è uscita il 21 giugno. L'album completo è stato pubblicato il 28 giugno.

## Accoglienza
BTS World ha ricevuto delle critiche dagli utenti per la sua somiglianza con gli otome game, videogiochi in cui il giocatore, nella maggior parte dei casi di sesso femminile, deve scegliere con quale dei molti personaggi maschili iniziare una relazione romantica. Diversi fan dei BTS hanno espresso delusione per come il gioco, utilizzando solo pronomi femminili, li avesse stereotipizzati in ragazze adolescenti ed eterosessuali, escludendo i fan maschi e transgender. Una settimana dopo l'uscita, Netmarble ha rilasciato un aggiornamento per rendere neutrali i pronomi.
Pur essendosi posizionato in vetta alla classifica dei giochi più scaricati dall'App Store in 33 Paesi dopo quattordici ore dall'uscita, il gioco non si è rivelato all'altezza delle aspettative del mercato, generando da 500 a 700 milioni di won al giorno contro i 2 miliardi previsti.

## Riconoscimenti
- Golden Joystick Awards
  - 2019 – Gioco mobile dell'anno[26]
- Google Play Korea Users' Choice Awards
  - 2019 – Candidatura Gioco scelto dagli utenti[27]
- Korea Game Awards
  - 2019 – Buon gioco[28]